# جبل هاط
جبل هاط جبل في  ولاية الحمراء بسلطنة عمان. يصل ارتفاعه إلى 2000 متر فوق سطح البحر. يخترقه الممر الرئيسي بين ولاية الحمراء ومحافظة جنوب الباطنة عبر الطريق الجبلي والذي يمتد إلى ولاية الرستاق.